# Cybister nigrescens
Cybister nigrescens är en skalbaggsart som beskrevs av Gschwendtner 1933. Cybister nigrescens ingår i släktet Cybister och familjen dykare. Inga underarter finns listade i Catalogue of Life.